# Leon Andreasen
Leon Hougaard Andreasen (ur. 23 kwietnia 1983 w Aidt) – piłkarz duński grający na pozycji środkowego obrońcy lub defensywnego pomocnika.

## Kariera klubowa
Andreasen urodził się w mieście Aidt, leżącym niedaleko Aarhus. Piłkarską karierę rozpoczął w tamtejszym klubie Hammel GF, a w 1999 roku trafił do młodzieżowej drużyny Aarhus GF, a w 2001 roku awansował do pierwszej drużyny i w wieku 18 lat zadebiutował w pierwszej lidze duńskiej. Początkowo grał jako prawy pomocnik, a następnie prawy obrońca, ale ostatecznie został środkowym obrońcą i już po roku był zawodnikiem wyjściowej jedenastki Aarhus. W Aarhus występował przez 4 sezony, głównie broniąc się przed spadkiem. Przez ten czas wystąpił w 105 ligowych meczach i strzelił 17 bramek.
W lipcu 2005 roku Andreasen przeszedł do Werderu Brema. W Budneslidze zadebiutował 14 sierpnia 2005 roku w wygranym 2:0 wyjazdowym meczu z 1. FSV Mainz 05. Na skutek kontuzji Petri Pasanena wskoczył do pierwszej jedenastki Werderu i w pierwszych 17. kolejkach 12-krotnie wybiegał na boisko. W grudniu Pasanen wykurował się, a Andreasen usiadł na ławce rezerwowych i sporadycznie pojawiał się w składzie. Z Werderem wywalczył wicemistrzostwo Niemiec. W sezonie 2006/2007 Andreasen tylko 4 razy wystąpił w Bundeslidze i 2 razy w rozgrywkach Ligi Mistrzów, toteż w styczniu 2007 roku został wypożyczony do 1. FSV Mainz 05, w którym zadebiutował 27 stycznia 2007 roku w meczu z VfL Bochum (1:0) jako defensywny pomocnik. W Mainz w 14 meczach zdobył 4 bramki, jednak klub z Moguncji nie zdołał utrzymać się w lidze.
W styczniu 2008 roku Andreasen podpisał kontrakt z angielskim Fulham. W styczniu 2009 roku został wypożyczony do niemieckiego Hannoveru 96. W połowie 2009 roku podpisał kontrakt z tym zespołem.
| Sezon   | Klub            | Kraj   | Rozgrywki      | Mecze | Bramki |
| ------- | --------------- | ------ | -------------- | ----- | ------ |
| 2001/02 | Aarhus GF       | Dania  | Superligaen    | 17    | 3      |
| 2002/03 | Aarhus GF       | Dania  | Superligaen    | 32    | 8      |
| 2003/04 | Aarhus GF       | Dania  | Superligaen    | 25    | 3      |
| 2004/05 | Aarhus GF       | Dania  | Superligaen    | 31    | 3      |
| 2005/06 | Werder Brema    | Niemcy | Bundesliga     | 17    | 0      |
| 2006/07 | Werder Brema    | Niemcy | Bundesliga     | 4     | 0      |
| 2006/07 | 1. FSV Mainz 05 | Niemcy | Bundesliga     | 15    | 4      |
| 2007/08 | Werder Brema    | Niemcy | Bundesliga     | 10    | 2      |
| 2007/08 | Fulham F.C.     | Anglia | Premier League | 13    | 0      |
| 2008/09 | Fulham F.C.     | Anglia | Premier League | 6     | 0      |
| 2008/09 | Hannover 96     | Niemcy | Bundesliga     | 11    | 2      |
| 2009/10 | Hannover 96     | Niemcy | Bundesliga     | 7     | 1      |
| 2010/11 | Hannover 96     | Niemcy | Bundesliga     | 0     | 0      |
| 2011/12 | Hannover 96     | Niemcy | Bundesliga     | 0     | 0      |
| 2012/13 | Hannover 96     | Niemcy | Bundesliga     | 5     | 2      |

## Kariera reprezentacyjna
W maju 2001 roku Andreasen został powołany do młodzieżowej reprezentacji Danii U-19. Od tego czasu regularnie otrzymywał powołania do kadry i wkrótce awansował do drużyny w kategorii U-21. W maju roku 2006 wystąpił w Mistrzostwach Europy U-21, jednak z Danią odpadł już w fazie grupowej. Na tym turnieju zdobył 1 gola, w meczu z Włochami (3:3).
W pierwszej reprezentacji Danii Andreasen zadebiutował 24 marca 2007 roku w przegranym 1:2 meczu z Hiszpanią rozegranym w ramach kwalifikacji do Euro 2008. W pierwszej połowie zmienił Martina Jørgensena, a w drugiej sam został zmieniony przez Nicklasa Bendtnera. Natomiast w innym meczu eliminacji, ze Szwecją (3:3) zdobył gola, ale na skutek ataku kibica na sędziego spotkania mecz został zweryfikowany jako walkower dla Szwedów.